# Badania nad głodem w getcie warszawskim

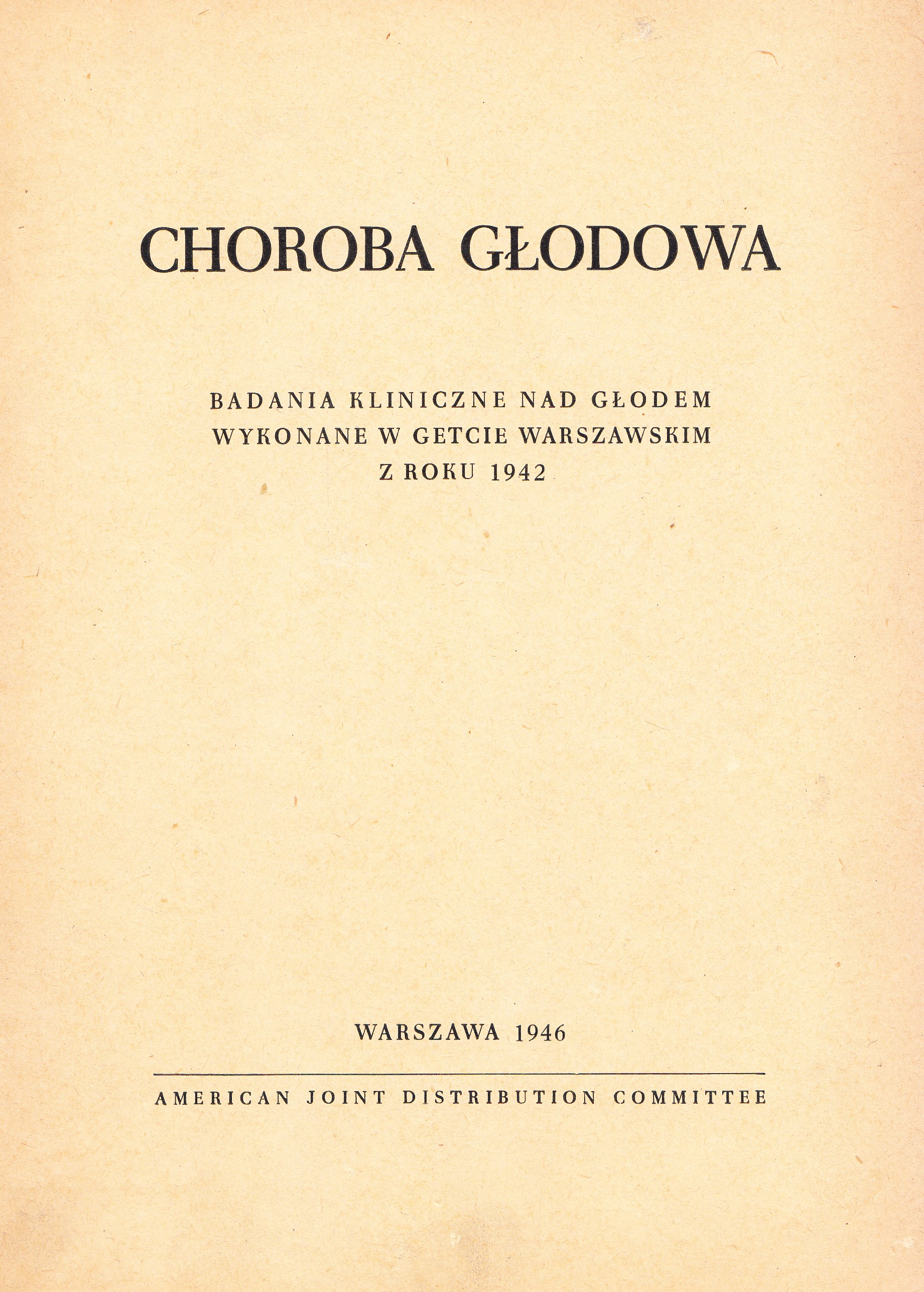
Pierwsza strona wydanej w 1946 roku książki, w której opublikowano wyniki badań

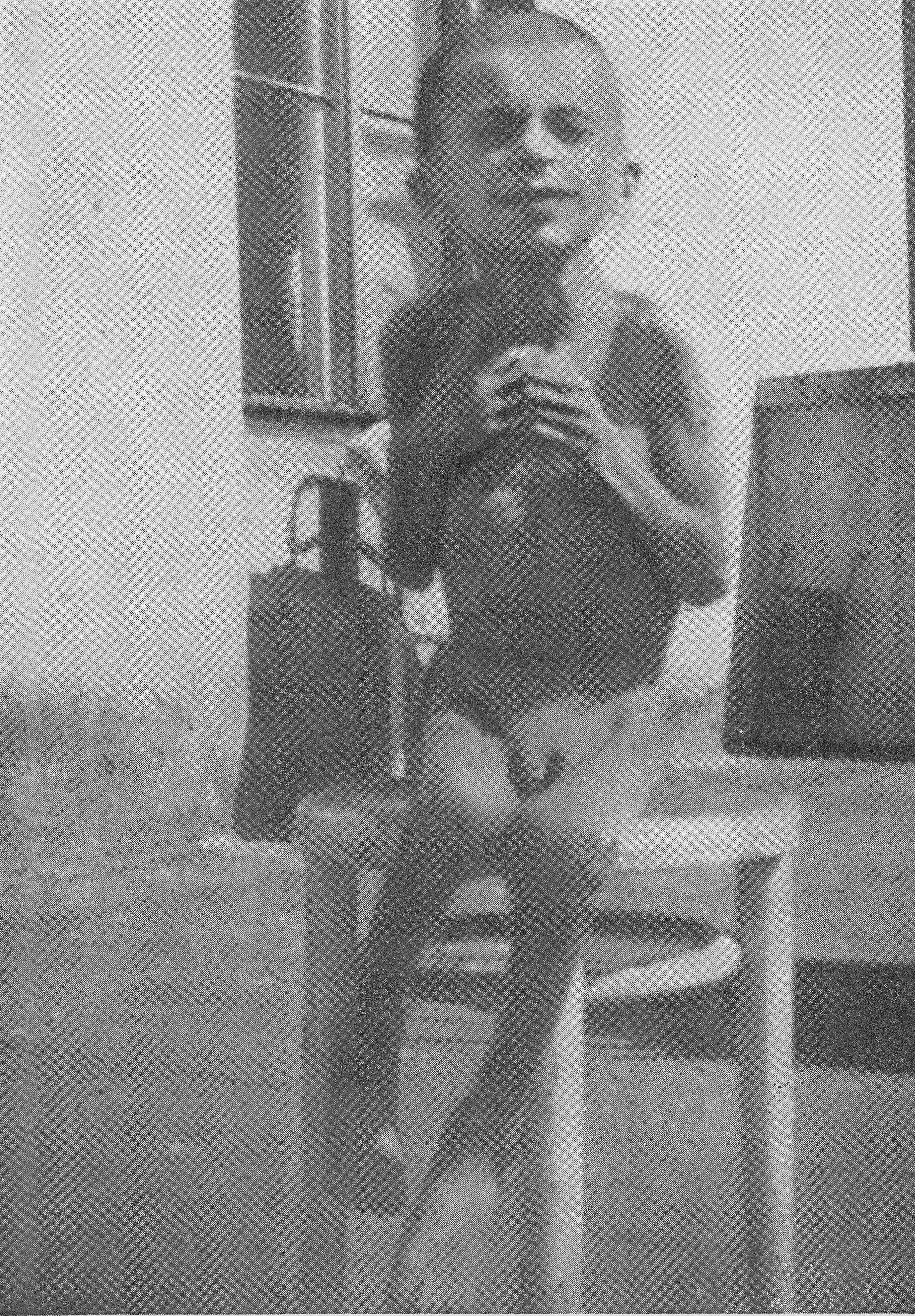
Ofiara głodu w getcie warszawskim. Zdjecie z książki Choroba głodowa: Badania kliniczne nad głodem wykonane w getcie warszawskim z roku 1942

Badania nad głodem w getcie warszawskim – projekt badawczy realizowany przez żydowskich lekarzy więzionych w warszawskim getcie w 1942 r. Wielu z nich pracowało w Szpitalu Starozakonnych w Warszawie.
Niemcy chcąc zagłodzić getto w ciągu miesięcy, zaplanowali dzienne spożycie kalorii więźniów nie większe niż 180 kalorii, czyli mniej niż 1/10 zalecanej wartości kalorycznej zdrowego człowieka przy równoczesnym wstrzymaniu dostępu do szczepionek i lekarstw, które byłyby niezbędne do zapobiegania rozprzestrzenianiu się chorób w gęsto zaludnionym getcie. Doprowadziło to do rozwoju dobrze prosperującego czarnego rynku, który dostarczał około 80% żywności w getcie oraz powstania sieci 250 jadłodajni prowadzonych przez Joint oraz ŻTOS, które w szczytowym momencie wydawały dziesiątki tysięcy posiłków dziennie.
W lutym 1942 r. grupa żydowskich lekarzy na czele z Izraelem Milejkowskim podjęła się klinicznych badań aspektów fizjologicznych i psychologicznych głodu w getcie warszawskim. Rozpoczęto dogłębne badanie różnych aspektów głodu, między innymi zmian metabolicznych, jego efektów sercowo-naczyniowych, okulistycznych, a nawet odpornościowych. Mimo braku środków, ryzyka egzekucji (Niemcy zakazali Żydom pracy naukowej) i złego stanu fizycznego badania te prowadziło kilkunastu lekarzy; wojnę przeżyła piątka z nich, w tym Emil Apfelbaum. Badania kliniczne prowadzili Julian Fliederbaum, Kazimierz Zweibaum razem z Arye Hellerem i studentką medycyny Janiną Zarchi. Prace laboratoryjne wykonywali Heller, Kazimierz Zweibaum, Teodozja Goliborska, Regina Elbiner i Fajga Ferszt. Pracę nad ośrodkiem krążenia wykonywal Emil Apfelbaum-Kowalski razem z Arye Heller i Zdzisławem Askanasem i dr. Paszkowerem.
Inne osoby związane z badaniami: Izrael Milejkowski, Józef Stein, Anna Braude-Hellerowa, Michał Szejnman, Szymon Fajgenblat, J. Rotbalsam, Zuzanna Szejnfinkiel, R. Elblinger, Lederman, Einhorn, Goldberg, J. Fajgenblatowa, Leon Blacher, M. Płońskier, Róza Amzel, J. Wohl, A. Bieleńki, Mieczysław Kocen, Mieczysław Raszkes, Henryk Fenigstein. Badania zakończyły się w sierpniu 1942 r. w czasie wielkiej akcji deportacyjnej. Manuskrypt opisujący studium został przemycony z getta i przechowywany przez polskiego lekarza Witolda Eugeniusza Orłowskiego. Zaraz po zakończeniu wojny został opublikowany w języku polskim (Emil Apfelbaum (red.), Choroba głodowa. Badania kliniczne nad głodem wykonane w getcie warszawskim z roku 1942) i francuskim (1946), a następnie w języku angielskim w 1979 r. przez Myrona Winicka z Uniwersytetu Columbia. Pierwsze angielskie streszczenie wyników pojawiło się w 1963 roku.
Według Winickiej:

Część dokumentów zaginęła, ale to co pozostało nadal stanowi najobszerniejszą analizę zagadnienia głodu, jaka kiedykolwiek została przeprowadzona. Lekarze opisali wyniki kliniczne tak szczegółowo, że ich opis pozostaje jak dotąd najbardziej przejrzysty (…) jest głównym elementem naszego zrozumienia skutków ciężkiego niedożywienia zarówno u dorosłych, jak i dzieci. Ale [dokument ten] to coś więcej. To rzut oka na charakter niektórych z lekarzy w warszawskim getcie.

Historia badań nad chorobą głodową w getcie warszawskim jest opisana w ksążce  Marii Ciesielskiej  „Lekarze getta warszawskiego”
oraz książce Miriam Offer „White coats in the ghetto: Jewish medicine in Poland during the Holocaust”.